# Nowe narodzenie
Nowe narodzenie, nowonarodzenie lub odrodzenie (odrodzenie duchowe) – w teologii chrześcijańskiej termin opisujący wewnętrzną przemianę, jednorazowo dokonującą się w człowieku pod wpływem Ducha Świętego, stanowiąca początek życia duchowego i udziału w zbawieniu, początek nowego, uświęconego przez Boga życia.
Pojęcie występujące w zasadach wiary wielu kościołów chrześcijańskich, różnice interpretacyjne dotyczą określenia okresu życia człowieka, w którym ma ono miejsce oraz jego zależności między nim a ludzkim działaniem oraz Kościołem.
Akcentowane szczególnie przez chrześcijańskie kościoły i społeczności o charakterze ewangelikalnym.

## Teologia katolicka
W teologii katolickiej jedynym i niepowtarzalnym momentem nowego narodzenia jest sakrament Chrztu Świętego. Podstawą tego poglądu jest, częste w Nowym Testamencie, łączenie nowego życia z wodą lub zanurzeniem, przykładowo: „Jezus odpowiedział: Zaprawdę, zaprawdę, powiadam ci, jeśli się ktoś nie narodzi z wody i z Ducha, nie może wejść do królestwa Bożego,” podobnie: „Gdy zaś ukazała się dobroć i miłość Zbawiciela naszego, Boga, do ludzi, nie ze względu na sprawiedliwe uczynki, jakie spełniliśmy, lecz z miłosierdzia swego zbawił nas przez obmycie odradzające i odnawiające w Duchu Świętym” oraz: „Zatem przez chrzest zanurzający nas w śmierć zostaliśmy razem z Nim pogrzebani po to, abyśmy i my postępowali w nowym życiu – jak Chrystus powstał z martwych dzięki chwale Ojca.”

## Teologia luterańska
W dominującym nurcie teologii luterańskiej, podobnie jak w katolicyzmie, nowe narodzenie jest ściśle łączone z sakramentem chrztu - jednak w odróżnieniu od teologii katolickiej, również nierozerwalnie z wiarą, czyli zaufaniem Bogu danej osoby. Marcin Luter, broniąc praktyki chrzczenia niemowląt, przyznawał, że „wiara przyjmuje chrzest” - ale też twierdził, że Bóg działa w akcie chrztu tak, że w człowieku tworzy się wiara.
W Małym Katechizmie jest to ujęte z innej, uproszczonej perspektywy: „[woda] połączona ze Słowem Bożym jest chrztem, to jest wodą życia pełną łaski i kąpielą narodzenia się na nowo w Duchu Świętym”. Nauka ta opiera się na interpretacji takich fragmentów Pisma jak J 3,5 i Tt 3,5
Według ks. dra Marka Jerzego Uglorza greckie wyrażenie padające w J 3,3 należy tłumaczyć raczej jako „narodzi z góry” niż „narodzi na nowo”; takie rozwiązanie przekładowe zastosowano m.in. w Przekładzie Ekumenicznym Pisma Świętego. Zgadzają się z tym wariantem tłumaczenia również bibliści innych wyznań.

## Poglądy ewangelikalne
W kościołach ewangelikalnych nowe narodzenie bywa utożsamiane lub ściśle wiązane z nawróceniem.
Jest to wewnętrzna przemiana, będąca działaniem Boga w odpowiedzi na decyzję człowieka. Ma być to moment doświadczenia zbawienia człowieka (otrzymania życia wiecznego). Chrześcijanie ewangelikalni z reguły nie wiążą odrodzenia z chrztem, który jest według nich interpretowany różnorako, najczęściej jako zewnętrzny znak, potwierdzenie tej przemiany. Dopiero po nowym narodzeniu człowiek może określać się jako chrześcijanin lub „dziecko Boże”.
W zasadach wiary Kościoła Chrześcijan Wiary Ewangelicznej mówi się, że: „W chwili upamiętania i nawrócenia, w człowieku dokonuje się wewnętrzna przemiana, która nazywa się nowonarodzeniem”.
W zasadach wiary Kościoła Adwentystów Dnia Siódmego czytamy: „zbawiająca wiara przychodzi dzięki Boskiej mocy Słowa i jest darem łaski Bożej. Przez Chrystusa jesteśmy usprawiedliwieni, przyjęci jako synowie i córki Boże oraz wyzwoleni spod panowania grzechu. Przez Ducha Świętego dostępujemy nowonarodzenia i uświęcenia. Duch Święty odnawia nasze umysły, wpisuje Boże prawo miłości w nasze serca i udziela nam mocy do prowadzenia świętego życia. Żyjąc w Duchu, stajemy się uczestnikami boskiej natury i mamy pewność zbawienia zarówno teraz, jak i podczas sądu”.
Kościół Zielonoświątkowy naucza, iż zbawienie jest przekazywane jedynie z łaski Bożej każdemu grzesznikowi, niezależnie od jego uczynków w momencie, gdy wyzna on Jezusa Chrystusa swoim osobistym Panem i Zbawicielem (tzw. nowonarodzenie).
Na oficjalnej stronie Kościoła Chrześcijan Baptystów możemy znaleźć: „Gdy zaczyna on [człowiek] naprawdę żałować za swoje grzechy i w poczuciu winy zwracać się do Chrystusa natychmiast otrzymuje przebaczenie swoich grzechów i usprawiedliwienie przed Bogiem. Przez takie działanie Ducha Świętego człowiek rodzi się na nowo ku nadziei żywej i odtąd może prowadzić nowe życie”.
W ewangelikalizmie występuje wiele poglądów dotyczących odrodzenia. Na przykład, specyficzne podejście, łączące zarówno sakramentalistyczne podejście kościołów tradycyjnych, jak i potrzebę samodzielnej decyzji, podkreślaną przez ruchy ewangelikalne reprezentował pastor i teolog J. David Pawson. W książce „Normalne narodziny chrześcijanina” twierdził, że nowe narodzenie to proces, w którym występują integralnie takie elementy jak nawrócenie, uwierzenie (zaufanie Bogu), chrzest oraz otrzymanie Ducha Świętego (chrzest w Duchu Świętym).

## Pogląd Świadków Jehowy
Według Świadków Jehowy ponowne narodzenie (nowe zrodzenie) obejmuje chrzest w wodzie (‛narodzenie z wody’) i zrodzenie przez ducha Bożego (‛narodzenie z ducha’). W ten sposób człowiek staje się synem Bożym i ma widoki na udział w Królestwie Bożym – niebiańskim rządzie (J 3:3-5). Uważają, że przeżył to Jezus Chrystus, doświadcza tego 144 000 współdziedziców tego Królestwa i przygotowuje daną osobę do panowania z Jezusem Chrystusem w tym niebiańskim rządzie. Umożliwia otrzymanie dziedzictwa ‛zachowanego w niebiosach’ (1P 1:3, 4). Ci, którzy go dostępują, zaczynają żywić silne przekonanie, że będą królować razem z Chrystusem (2 Tm 2:12; 2 Ko 1:21, 22). Tej odmiany doznali w wyniku działania ducha Bożego, który ich powołał oraz zmienił ich sposób myślenia i nadzieję z życia wiecznego w raju na ziemi na królowanie wraz z Jezusem Chrystusem. Narodzenie to nie jest niezbędne, żeby zyskać wybawienie lub być chrześcijaninem i aby móc żyć wiecznie w raju na ziemi (Psalm 37:29; Mt 6:9, 10; Obj 21:1–5). Nie zależy też od osobistego wyboru; o tym, kto narodzi się ponownie i zostanie namaszczony duchem świętym, decyduje sam Jehowa Bóg, „nie zależy od tego, kto go chce lub o nie się ubiega, ale od Boga” (Rz 9:16).

## Nowe narodzenie w Nowym Testamencie
Nowy Testament wielokrotnie wspomina o nowym życiu, przemieniającym i ożywiającym działaniu Boga, jakie jest udziałem człowieka, który uwierzył w treść Ewangelii. Sam termin „nowe narodzenie” w tekście literalnie nie występuje - jedynie jego odczasownikowe formy „narodzić się na nowo/z góry/z Boga”.
Najbardziej znany fragment Nowego Testamentu mówiący o odrodzeniu, pochodzi z fragmentu Ewangelii wg Jana, opisującego rozmowę Jezusa z Nikodemem: „W odpowiedzi rzekł do niego Jezus: «Zaprawdę, zaprawdę, powiadam ci, jeśli się ktoś nie narodzi powtórnie, nie może ujrzeć królestwa Bożego»”
Apostoł Paweł stwierdza: „Bo ani obrzezanie nic nie znaczy, ani nieobrzezanie, tylko nowe stworzenie”, apostoł Piotr: „Jesteście bowiem ponownie do życia powołani (dosł.ponownie zrodzeni) nie z ginącego nasienia, ale z niezniszczalnego, dzięki słowu Boga, które jest żywe i trwa”.